# Quốc kỳ Quần đảo Marshall

tỉ lệ: 10:19

Quốc kỳ Quần đảo Marshall (tiếng Anh: Flag of the Marshall Islands), một quốc đảo ở Thái Bình Dương, được chấp nhận khi bắt đầu tự quản vào ngày 1 tháng 5 năm 1979.

## Lịch sử
Sau Thế chiến II, Quần đảo Marshall là một phần của Lãnh thổ Uỷ thác Quần đảo Thái Bình Dương được quản lý bởi Hoa Kỳ, bao gồm cả Liên bang Micronesia. Cùng với quốc kỳ của các quốc đảo khác ở Thái Bình Dương, quốc kỳ của nước này mang biểu tượng cho vị trí của lãnh thổ của nó trên đại dương. Hai dải màu tượng trưng cho đường xích đạo, ngôi sao phía trên tượng trưng cho quần đảo Bắc bán cầu. Hai phần màu trắng và cam của dải băng tượng trưng cho quầnd đảo Ratak Chain ("mặt trời mọc") và Ralik Chain ("mặt trời lặn"), cũng như là hoà bình và lòng can đảm. 24 cánh của ngôi sao tượng trưng cho số khu vực bầu cử, trong khi 4 cánh lớn tượng trưng cho các trung tâm văn hoá là Majuro, Jaluit, Wotje và Ebeye.

Cờ Lãnh thổ Ủy thác Quần đảo Thái Bình Dương; được sử dụng trong khoảng thời gian 1965 - 1979

Cờ của Liên Hợp Quốc được sử dụng ở Quần đảo Marshall trong khoảng 1947 - 1965

Cờ Hoa Kỳ được sử dụng ở Quần đảo Marshall trong khoảng thời gian 1944 - 1986

Quốc kỳ được thiết kế bởi Emlain Kabua, một trong những đệ nhất phu nhân của nước này.